# Rai Gulp
Rai Gulp ist ein Kinderfernsehkanal des italienischen öffentlich-rechtlichen Rundfunksenders RAI.

## Der Fernsehsender
Rai Gulp strahlt sein Programm seit dem 1. Juli 2007 aus; seit dem 19. Januar 2009 wird das Programm ausschließlich digital übertragen. Der Kanal ist unverschlüsselt über den europaweit empfangbaren Satelliten Eutelsat Hot Bird 13C zu empfangen.
Das Zielpublikum des Kanals wurde seit dem Sendestart mehrfach schrittweise verschoben: Zunächst richtete sich RAI Gulp an 4- bis 10-jährige Kinder, ab Juli 2009 an 7- bis 12-jährige, und seit 2011 an 6- bis 14-jährige. Neben Serien werden Zeichentrickfilme und Lernsendungen angeboten. Der Spartensender strahlt sein Programm täglich von 6 bis 23 Uhr aus. Dabei werden die meisten Sendungen mindestens einmal wiederholt. Zwischen 23 und 6 Uhr werden diese Programme ein weiteres Mal wiederholt.
Die RAI betreibt außer Rai Gulp mit Rai YoYo einen weiteren Kinderfernsehkanal, der sich jedoch an kleinere Kinder richtet. Beide Kanäle werden von der RAI-Kinderfernsehabteilung RAI Ragazzi mit Sitz in Turin geleitet, die auch Kindersendungen im Vollprogramm Rai 2 verantwortet.
Seit 2014 ist der Sender für die italienische Teilnahme am Junior Eurovision Song Contest zuständig.

Erstes Logo
Zweites Logo, bis Mai 2010
Drittes Logo, bis April 2017
Aktuelles Logo

## Sendungen (Auswahl)
- Mermaid Melody Pichi Pichi Pitch
- Soy Luna
- Wolfblood
- Maggie & Bianca Fashion Friends
- Wizards vs Aliens
- Winx Club
- Heidi bienvenida a casa
- Club 57